# Tirzepatid
Tirzepatid er en antidiabetisk medicin, der anvendes til behandling af type 2-diabetes og til vægttab. Tirzepatid administreres via subkutane injektioner (det vil sige under huden). Det sælges under mærkenavnene Mounjaro til diabetesbehandling, og Zepbound til vægttab.
Tirzepatid virker ved at hæmme funktionen af receptorerne for tarmhormonerne gastric inhibitory polypeptide (PIP) og Glucagon-like peptide-1 (GLP-1). De mest almindelige bivirkninger omfatter kvalme, opkastning, diarré, nedsat appetit, forstoppelse, ubehag i den øvre del af maven og mavesmerter.
Tirzepatid blev godkendt til behandling af diabetes i USA i maj 2022, i EU i september 2022, i Canada i november 2022, og i Australien i december 2022. Den amerikanske Food and Drug Administration (FDA) godkendte tirzepatid til vægttab i november 2023. I november 2023 reviderede det britiske Medicines and Healthcare products Regulatory Agency indikationen for tirzepatid til også at omfatte behandling af vægttab.
Tirzepatid markedsføres af medicinalvirksomheden Eli Lilly and Company som i 2016 søgte og fik patent på en metode til at syntetisere stoffet. Det virker på samme måde som stoffet semaglutid som markedsføres af konkurrenten Novo Nordisk under navnene Ozempic og Wegovy, bortset fra at semaglutid kun binder til GLP-1-receptorer.